# Demosthenesia dudleyi
Demosthenesia dudleyi là một loài thực vật có hoa trong họ Thạch nam. Loài này được D.R.Simpson mô tả khoa học đầu tiên năm 1972.